# Order Domowy Orański
Order Domowy Orański (niderl. De Huisorde van Oranje) – odznaczenie Królestwa Niderlandów za zasługi dla dynastii orańskiej nadawane od 1905.

## Historia
Po śmierci Wilhelma III Oranje-Nassau w 1890 rozpadła się unia personalna Królestwa Niderlandów z Wielkim Księstwem Luksemburga, ponieważ jego następczyni w Holandii Wilhelmina, zgodnie z prawem salickim, nie mogła być władcą Luksemburga. Prawa do nadawania orderów Korony Dębowej i Lwa Złotego, przeszły na ręce Adolfa Nassau-Weilburg, nie pozostawiając królowej Holandii żadnych orderów, które mogłyby być przyznawane jej suwerenną decyzją. Po kilkuletnich przygotowaniach Order Domowy Orański został ustanowiony 19 marca 1905. Wzorowany był na brytyjskim Orderze Wiktoriańskim oraz meklembursko-schwerinskich orderach Korony Wendyjskiej i Gryfa.
Od początku posiadał charakter orderu domowego (dynastycznego) i nadawany był zarówno obywatelom niderlandzkim, jak cudzoziemcom za szczególne zasługi wobec domu panującego.
Podzielony był na pięć klas, klasa kawalerska została podzielona na dwie dodatkowe klasy w okresie późniejszym:
- Krzyż Wielki (Grootkruis)
- Wielki Oficer (Grootofficier)
- Komandor (Commandeur)
- Oficer (Officier)
- Kawaler (Ridder):
  - I Klasy,
  - II Klasy.

Z orderem związane były:
- Odznaka Honorowa dla Kobiet (Eredame),
- Krzyż Zasługi (Kruis van Verdienste), złoty i srebrny,
- Medal Honorowy za Sztukę i Naukę (Eremedaille voor Kunst en Wetenschap), złoty i srebrny,
- Medal Honorowy za Przedsiębiorczość i Talent (Eremedaille voor Voortvarendheid en Vernuft), złoty i srebrny,
- Medal Honorowy (Eremedaille), złoty, srebrny i brązowy,
- Medal za Odwagę i Poświęcenie (Medaille voor Moed en Zelfopoffering), srebrny.

Zmiana statutów w dniu 30 listopada 1969 podzieliła dawny Order Orański na cztery grupy. Ostatnia zmiana statutów odbyła się 31 sierpnia 2005 i dzisiejszy podział wygląda następująco:
- 1. Order Domowy (Huisorde) z trzema klasami:

• Krzyż Wielki (Grootkruis),
• Krzyż Wielki Honorowy (Groot Erekruis) lub Komandor (Commandeur),
• Krzyż Honorowy (Erekruis) lub Oficer (Officier),
- 2. Order Wierności i Zasługi (Orde van Trouw en Verdienste), dwuklasowy:

• Krzyż  Złoty Wierności i Zasługi Orderu Domowego Orańskiego (Kruis van Trouw en Verdienste van de Huisorde van Oranje in goud),
• Krzyż Srebrny Wierności i Zasługi Orderu Domowego Orańskiego (Kruis van Trouw en Verdienste van de Huisorde van Oranje in zilver),
- 3. Medale honorowe:
  - Medal Honorowy za Sztukę i Naukę (Eremedaille voor Kunst en Wetenschap),
  - Medal Honorowy za Przedsiębiorczość i Talent (Eremedaille voor Voortvarendheid en Vernuft),
- 4. Order Korony (Kroonorde), pięcioklasowy z trzema medalami honorowymi:

• Krzyż Wielki (Grootkruis), dawniej Krzyż Wielki Honorowy (Groot Erekruis),
• Krzyż Wielki Honorowy z Gwiazdą (Groot Erekruis met plaque), dawniej Wielki Oficer (Grootofficier),
• Krzyż Wielki Honorowy (Groot Erekruis), dawniej Komandor (Commandeur),
• Krzyż Honorowy z Rozetką (Erekruis met rozet), dawniej Oficer (Officier),
• Krzyż Honorowy (Erekruis), dawniej Kawaler (Ridder),
• Złoty Medal Honorowy (Eremedaille in goud),
• Srebrny Medal Honorowy (Eremedaille in zilver),
• Brązowy Medal Honorowy (Eremedaille in brons).
Odtąd Order Domowy Orański nadawany jest wyłącznie Holendrom, Order Wierności i Zasługi – dworzanom holenderskim za 25 i 35 lat lojalnej służby, a Order Korony – wyłącznie cudzoziemcom.

## Insygnia
Insygnia Orderu Orańskiego i jego odmian to oznaka oraz gwiazdy I i II klasy (Order Korony, obecny Order Orański posiada tylko jedną gwiazdę dla I klasy). Oznaka to emaliowany na czerwono (Order Orański), niebiesko (Order Wierności) lub biało (Order Korony) krzyż łaciński z nieco rozszerzonymi zakończeniami ramion, z herbem dynastii orańskiej w medalionie środkowym awersu, otoczonym dewizą dynastii „JE MAINTIENDRAI” („ZACHOWAM” – prawa i swobody ludności Niderlandów). Medalion rewersu ukazuje koronowany monogram założycielki „W”. Między ramionami krzyży wszystkich odmian orderu znajduje się wieniec laurowy. Gwiazda I klasy jest srebrna, ośmiopromienna, i nosi w medalionie środkowym ukoronowany monogram założycielki, podobnie jak czteropromienna gwiazda II klasy.
Order jest noszony: przy Orderze Orańskim na pomarańczowej wstędze, przy Orderze Wierności na takiej samej wstędze, przy Orderze Korony na pomarańczowej wstędze z obustronnymi pomarańczowo-biało-niebieskimi bordiurami (barwy flagi Holandii). Łańcucha Order Orański nie posiada w żadnej z odmian.